# さや侍
『さや侍』（さやざむらい）は、2011年6月11日公開の日本映画で、松本人志監督作品第3作である。第64回ロカルノ国際映画祭正式出品作品。第一回インターナショナル・コメディー・フィルム・フェスティバル上映作品。
ある出来事がきっかけになって刀を捨て鞘のみを持つようになった脱藩浪人・勘十郎の生き方を描く。

## 制作
主演は演技未経験の一般人の野見隆明。野見はフジテレビ系『働くおっさん人形』および『働くおっさん劇場』にて松本と共演しており、その縁もあって抜擢されたものの、松本の意向により本人には映画の撮影だということも監督が松本であることも知らされず「野見を映像として残すDVDソフトの製作」と偽って台本も渡されないままで撮影され、撮影の合間では共演者は緊張感を持たせるために野見と会話してはいけなかった。

## 上映・成績
全国215スクリーンで公開され、2011年6月11、12日の初日2日間で興収1億2387万200円、動員9万652人になり映画観客動員ランキング（興行通信社調べ）で初登場第8位となった。
フランス政府出資の私立文化施設シネマテーク・フランセーズで、大日本人、しんぼるとともに特集上映された。

## ストーリー
伊香藩水位微調役だった野見勘十郎はある出来事がきっかけで脱藩し、賞金首になりながらも娘のたえを連れてあてのない逃避行を続けていた。勘十郎は藩にいた際にある出来事がきっかけで刀を捨て、腰に鞘のみを備えていた。
勘十郎親子は多幸藩の追手によってついに捕われてしまう。多幸藩藩主はたいそう変わり者で、勘十郎に対して奇抜な試練を与えた。それは「三十日の業」というもので、母を亡くした悲しみで笑顔を忘れてしまった若君に対し勘十郎が1日1芸を披露し、その間に笑わせることができたら無罪放免、できなければ切腹というものだった。

## キャッチコピー
- 鞘しか持たない侍とその娘、30日間の戦い―。
- 娘の思いに応える。男に、それ以上の仕事があろうか。
- 侍とは、親子とは、答を求めつづけた父と娘の物語。

## 『三十日の業』について
多幸藩では、藩主の意向によりこの藩で捕まった罪人は、若君を笑わせることになっている。一日一芸で30日の間に若君を笑わせなければ切腹、一度でも笑わせることができれば無罪放免となる。
芸は、城内の広場で披露することになっていて、若君や城の中の者のみが見物できる。ただし、数日過ぎた頃に評判を聞きつけた町人たちの見物が許されている。
芸を披露すると若君(実際には藩主)の判断を仰いで、家老から「切腹を申し付ける！」と毎日告げられる。続けて家来の一人が「残り29日！」などと実際に切腹するまでの残り日数が伝えられる。
平吉によるとこれまでに10数人の罪人が『三十日の業』に挑戦しているが、誰一人若君を笑わせた者はいないとのこと。

## キャスト
野見勘十郎
演 - 野見隆明
元伊香藩水位微調役の武士。ある時から刀のさやだけを持つ武士ということから通称『さや侍』と呼ばれる。2年以上逃亡生活を続けた後、捕まり『三十日の業』を命ぜられる。逃げてばかりいて戦わないふぬけな性格。ただし作中では背中を斬られたり頭部に銃弾がかすめても倒れない肉体の持ち主。
たえ
演 - 熊田聖亜
勘十郎の娘。勘十郎が捕まったため一緒に牢屋敷で暮らし始める。幼いながらもしっかりした性格で、武士の心得を重んじる。まるで女房のように勘十郎に「生き恥を晒すならご自害なされ」と口癖のように諌める。七日草という薬草で傷の治し方を知っている。

### 賞金稼ぎの3人
三味線のお竜
演 - りょう
いつも仕込み刀のある三味線を持ち歩いている。パキュンとゴリゴリとは顔なじみ。当初、賞金の掛かった勘十郎の命を狙うが、『三十日の業』の芸を見て興味を持ち始める。
二丁拳銃のパキュン
演 - ROLLY
真紅の服に白いマフラーのような物と二丁拳銃を身に着けている。お竜とは顔なじみで、ゴリゴリとは仲がいい。好意を寄せるお竜に合わせて、自分の意見を変えるお調子者。
骨殺師ゴリゴリ
演 - 腹筋善之介
相手の首の骨などを自らの握力・腕力によって折って殺める人物。お竜とは顔なじみで、パキュンとは仲がいい。もの分かりが悪く、「どういうことだよ！」が口癖。

### その他の主な人物
若君
演 - 清水柊馬
藩主の跡継ぎ。最愛の母を流行り病で亡くして以来笑わなくなる。いつも無表情で病鉢巻を巻き白い着物を着て、薄い布団のようなものをかけられ座椅子に座っている。
多幸藩家老
演 - 伊武雅刀
勘十郎が芸を見せた後、若君が笑わない時は「切腹を申し付ける！」とその都度伝える。規律に厳しく実直な性格で、いつもしかめっ面をしている。
多幸藩藩主
演 - 國村隼
作中では変わり者の藩主として知られる。金平糖が好きでよく食べている。若君とともに勘十郎が見せる芸を鑑賞する。懐の深い人で勘十郎にも配慮しようとする。
門番の倉之助
演 - 板尾創路
勘十郎の見張り役と勘十郎が一芸を披露する間たえの行動を阻止する役目を担う。見張り役だが勘十郎のネタについて直接アドバイスし始める。優しい性格で勘十郎とたえに気遣いを見せる。
門番の平吉
演 - 柄本時生
勘十郎の見張り役。作中では話さない時でもなぜか口が開いている。勘十郎に自害されると自身たちのクビが飛ぶことを心配する。勘十郎の芸に駄目出しをする。
托鉢僧
演 - 竹原和生
城下町で托鉢をする。作中の最後の方のシーンでたえに言葉を伝える。

## スタッフ
- 監督・脚本 - 松本人志
- 脚本協力 - 高須光聖、板尾創路、江間浩司、倉本美津留
- アソシエイトプロデューサー - 小西啓介、仲良平
- ライン・プロデューサー - 原田雅弘、鎌田賢一
- 音楽 - 清水靖晃
- 演出補 - 志賀研介
- 助監督 - 吉村昌晃
- 撮影 - 近藤龍人
- 照明 - 藤井勇
- 美術デザイナー - 愛甲悦子
- 美術制作・装飾 - 茂木豊
- 録音 - 岡元立洋
- 記録 - 山本亜子
- 編集 - 本田吉孝
- 衣装デザイン - 宮本まさ江
- 衣装 - 本間那仁
- ヘアメイク - 豊川京子
- 床山 - 田淵恵子
- 技髪 - 泉水貴光
- 結髪 - 佐藤典子
- 音楽プロデューサー - 日下好明
- レコーディングミキサー - 佐藤忠治、C.A.S.
- サウンドエディッター - 勝俣まさとし
- VFXスーパーバイザー - 長谷川靖
- うどん鼻すすり指導 - ほっしゃん。
- キャスティングプロデューサー - 元川益暢
- アシスタントプロデューサー - 松岡剛
- 制作担当 - 齋藤健志、佐藤幹也
- 制作プロダクション - よしもとクリエイティブ・エージェンシー、ファントム・フィルム
- プロデューサー - 岡本昭彦
- 配給統括 - 野田助嗣
- 製作総指揮 - 白岩久弥
- 製作代表 - 大﨑洋、榎本善紀
- 配給 - 松竹
- 製作 - 吉本興業株式会社、京楽産業.株式会社

## 評価
- スポーツ報知の映画担当記者がその年度最低の映画及び俳優を選ぶ蛇いちご賞において最低作品賞を受賞し、松本も最低監督賞を受賞した。
- 『映画芸術』の2011年日本映画ワースト2位に選出された。